# Светий Дух-на-Острем Врху
Светий Дух-на-Острем Врху (словен. Sveti Duh na Ostrem Vrhu) — поселення в общині Селниця-об-Драві, Подравський регіон‎, Словенія.